# Guwançmuhammet Öwekow
Guwançmuhammet Öwekow (sinh ngày 2 tháng 2 năm 1981 ở Aşgabat, Turkmenistan) là một cựu cầu thủ bóng đá người Turkmenistan. Hiện tại anh là huấn luyện viên của FC Ahal.

## Sự nghiệp thi đấu
Anh từng thi đấu 22 trận cho Đội tuyển bóng đá quốc gia Turkmenistan. Guwançmuhammet từng tham dự trận thắng đậm nhất của Turkmenistan, một trận đấu trên sân nhà trước Đội tuyển bóng đá quốc gia Afghanistan khi Öwekow ghi 2 trong 11 bàn thắng của Turkmenistan. Năm năm sau, Ovekov lập một kỉ lục khác trước cùng đối thủ, khi ghi 4 bàn trong chiến thắng 5–0 trước Afghanistan tại vòng bảng Cúp Challenge AFC 2008.

## Sự nghiệp huấn luyện
Anh là huấn luyện của FC Ahal từ năm 2014., giúp câu lạc bộ giành vị trí á quân ở Giải bóng đá vô địch quốc gia Turkmenistan 2014.

## Thống kê sự nghiệp câu lạc bộ
Cập nhật gần đây nhất: 9 tháng 3 năm 2008
| Mùa giải | Đội bóng           | Quốc gia     | Hạng đấu | Số trận | Bàn thắng |
| -------- | ------------------ | ------------ | -------- | ------- | --------- |
| 2001     | Nisa Aşgabat       | Turkmenistan | 1        | ??      | ??        |
| 01/02    | FC Arsenal Kyiv    | Ukraina      | 1        | 6       | 1         |
| 02/03    | FC Arsenal Kyiv    | Ukraina      | 1        | 3       | 0         |
| 03/04    | FC Arsenal Kyiv    | Ukraina      | 1        | 3       | 0         |
| 03/04    | FC Vorskla Poltava | Ukraina      | 1        | 9       | 1         |
| 2005     | Navbahor Namangan  | Uzbekistan   | 1        | 21      | 2         |
| 2006     | Navbahor Namangan  | Uzbekistan   | 1        | ??      | ??        |
| 06/07    | FC Zorya Luhansk   | Ukraina      | 1        | 12      | 1         |
| 06/07    | FC Kharkiv         | Ukraina      | 1        | 12      | 0         |
| 07/08    | FC Kharkiv         | Ukraina      | 1        | 12      | 0         |
| 2008     | FC Zhetysu         | Kazakhstan   | 1        | 18      | 4         |

## Thống kê sự nghiệp quốc tế

### Bàn thắng cho Đội tuyển quốc gia
| #  | Ngày                 | Địa điểm               | Đối thủ     | Tỉ số | Kết quả | Giải đấu                                     |
| -- | -------------------- | ---------------------- | ----------- | ----- | ------- | -------------------------------------------- |
| 1. | 19 tháng 11 năm 2003 | Ashgabat, Turkmenistan | Afghanistan | 11–0  | Thắng   | Vòng loại giải vô địch bóng đá thế giới 2006 |
| 2. | 19 tháng 11 năm 2003 | Ashgabat, Turkmenistan | Afghanistan | 11–0  | Thắng   | Vòng loại giải vô địch bóng đá thế giới 2006 |
| 3. | 18 tháng 2 năm 2004  | Ashgabat, Turkmenistan | Sri Lanka   | 2–0   | Thắng   | Vòng loại giải vô địch bóng đá thế giới 2006 |
| 4. | 14 tháng 6 năm 2008  | Ashgabat, Turkmenistan | Hàn Quốc    | 1–3   | Thua    | Vòng loại giải vô địch bóng đá thế giới 2010 |
| 5. | 1 tháng 8 năm 2008   | Hyderabad, Ấn Độ       | Afghanistan | 5–0   | Thắng   | Cúp Challenge AFC 2008                       |
| 6. | 1 tháng 8 năm 2008   | Hyderabad, Ấn Độ       | Afghanistan | 5–0   | Thắng   | Cúp Challenge AFC 2008                       |
| 7. | 1 tháng 8 năm 2008   | Hyderabad, Ấn Độ       | Afghanistan | 5–0   | Thắng   | Cúp Challenge AFC 2008                       |
| 8. | 1 tháng 8 năm 2008   | Hyderabad, Ấn Độ       | Afghanistan | 5–0   | Thắng   | Cúp Challenge AFC 2008                       |